# Paraneonetus multispinus
Paraneonetus multispinus är en insektsart som beskrevs av John Tenison Salmon 1948. Paraneonetus multispinus ingår i släktet Paraneonetus och familjen grottvårtbitare. Inga underarter finns listade i Catalogue of Life.